# Береза карликова
Береза карликова (Betula nana) — дерево родини березових (Betulaceae), льодовиковий релікт. Найбільше загрожена осушенням боліт. Має деяке використання яко декоративна рослина.

## Опис
Розгалужений чагарник до 1 м заввишки, повзучий або росте у вертикальному положенні. Кора від сірого до темно-коричневого кольору, гладка. Пагони жорсткі, від голого до мало- або помірно опушених. Листя має короткий черешок. Листова пластина округла, діаметром близько 1 см, лиса, грубо зазубрена. Поверхня листя згори темно-зелена, здолу — світліша. Чоловічі й жіночі квіти розташовані на одній рослині. Чоловічі сережки завдовжки від 0,5 до 1,5 см із жовтими тичинками. Жіночі сережки світло-коричневі, завдовжки від 7 до 10 мм. Плоди з маленькими крилами.

## Поширення
Країни зростання: Росія; Естонія; Латвія; Литва; Австрія; Чехія; Німеччина; Польща; Швейцарія; Фінляндія; Ісландія; Норвегія; Швеція; Об'єднане Королівство; Італія; Румунія; Франція; Гренландія (Данія); Канада; Аляска (США) — . Це деревний вид відкритої Арктики і гірської тундри, кам'янистих пусток і вересових пустищ. У південній частині ареалу у північних Альпах і Карпатах трапляється на альпійських луках, у субальпійських вологих вересових пустищах, торфовищах і в заболочених районах.

## Підвиди
- Betula nana subsp. nana — західна Канада, Гренландія, Північна Європа (а також Альпи й Карпати в гірських районах) і північно-західна Азія. У цього підвиду молоді гілочки волохаті, але не мають смоли. Листки довгі (до 20 мм) і, з правила, довші від ширини.
- Betula nana subsp. exilis — північно-східна Азія, Аляска і Канада, на схід від Нунавуту. Молоді гілочки не волохаті або ворсинки широко розсіяні, але вкриті смолою. Листя коротше (до 12 мм) і часто більше вшир, ніж у довжину.

## Галерея

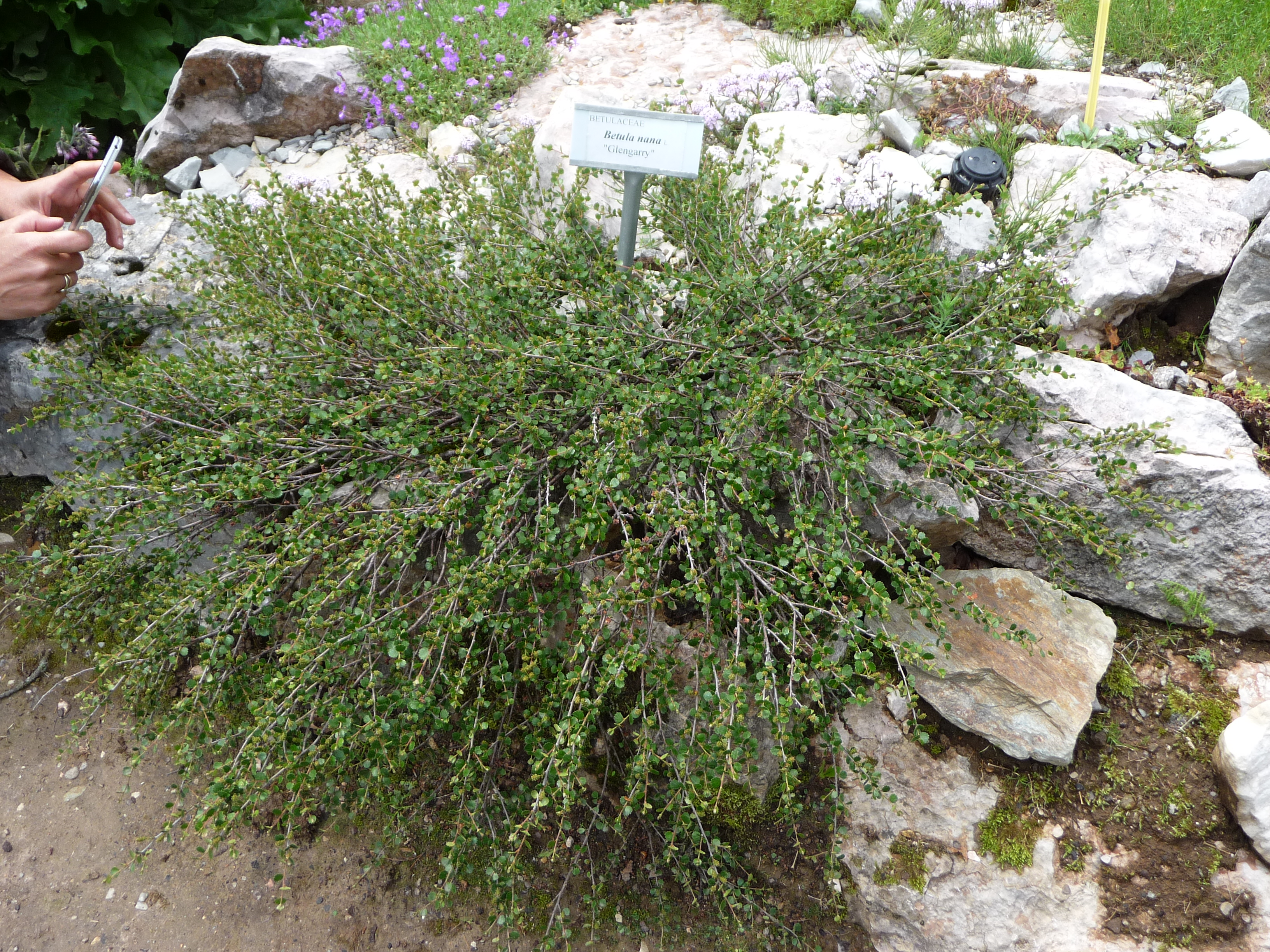
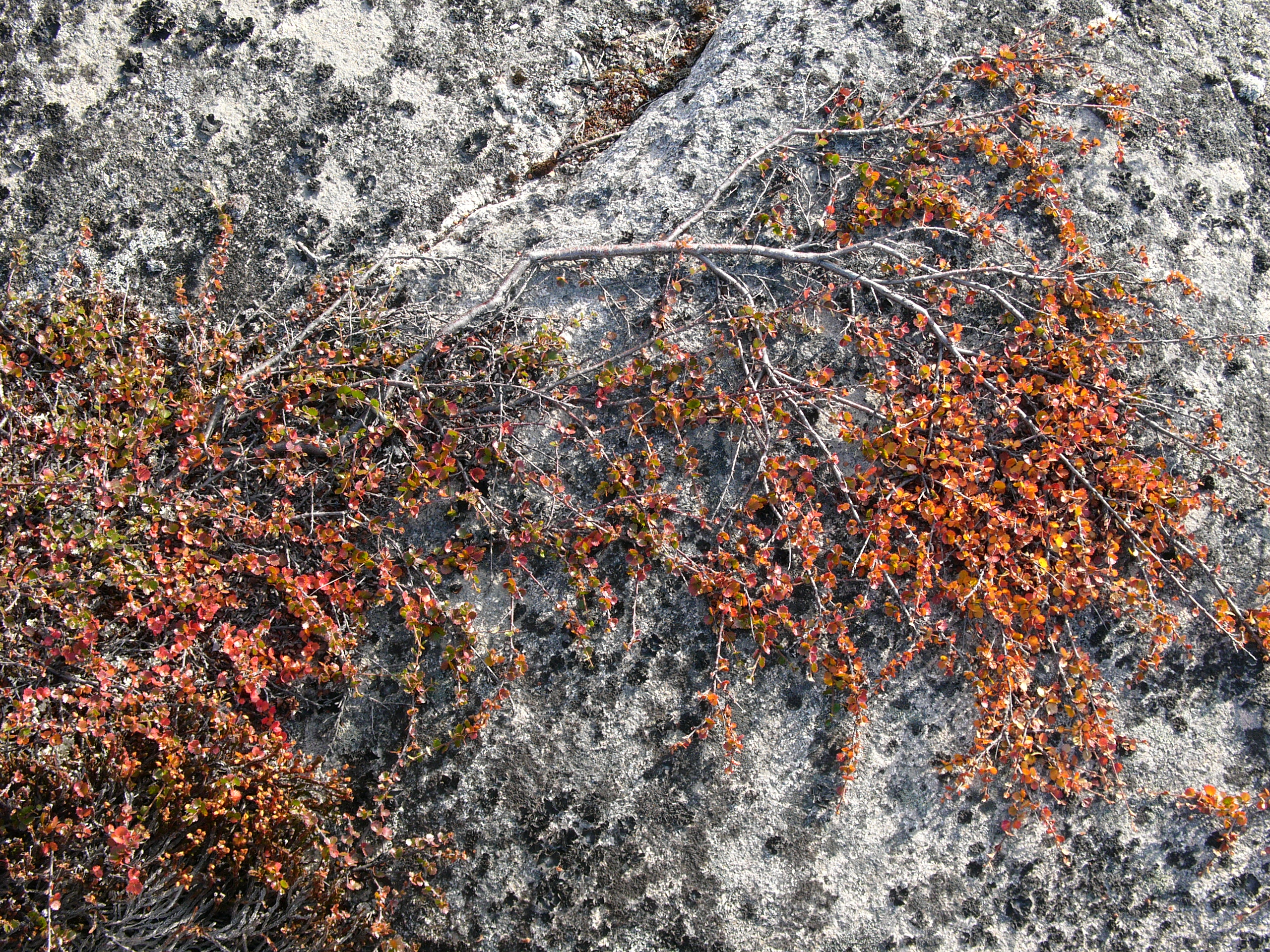
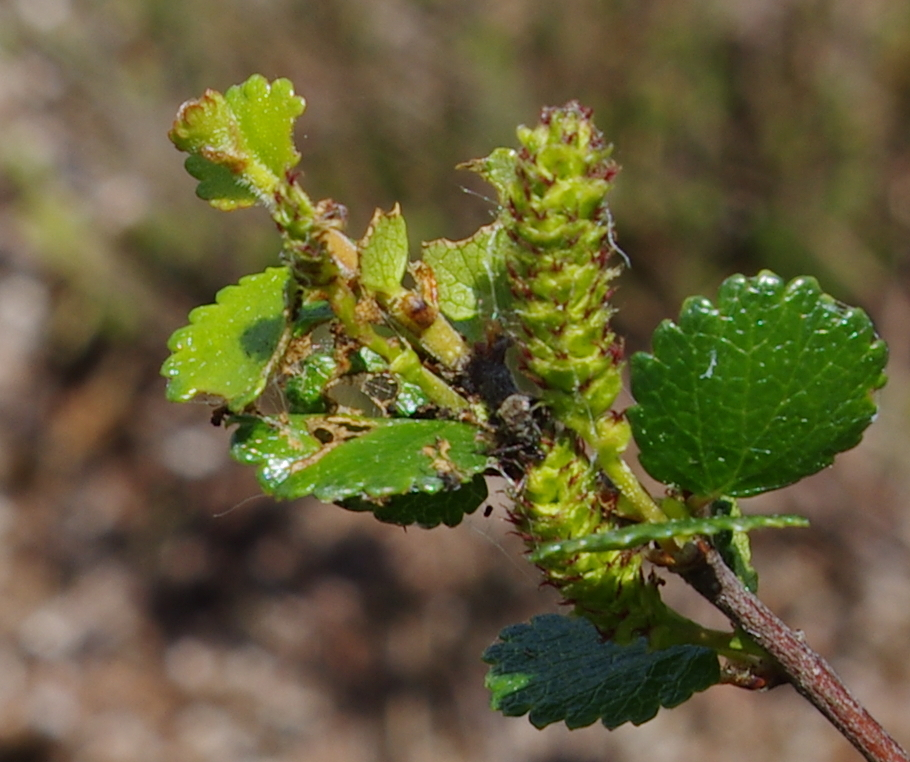
Поширення у Північній Америці.